# جوش هيل
جوش هيل (بالإنجليزية: Josh Hill)‏ هو لاعب كرة قدم أمريكية أمريكي، ولد في 21 مايو 1990 في بلاكفوت في الولايات المتحدة.

## وصلات خارجية
- جوش هيل على موقع مرجع كرة القدم المحترفة.كوم (الإنجليزية)